# 倉橋站
倉橋站（日语：／ Kurahashi eki */?）是位於千葉縣旭市倉橋，屬於東日本旅客鐵道（JR東日本）的總武本線車站。

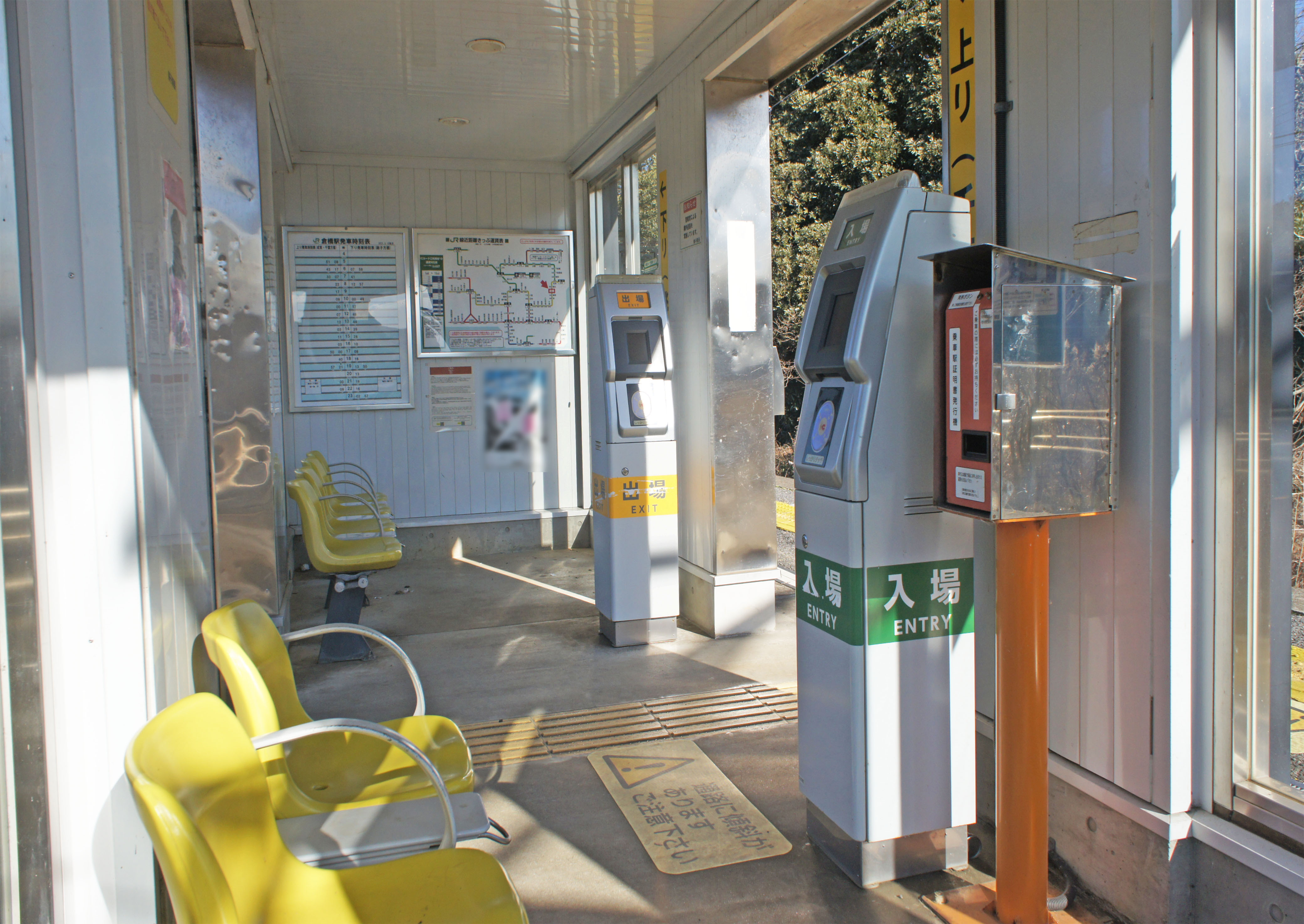
候車室與驗票口(2022年2月)

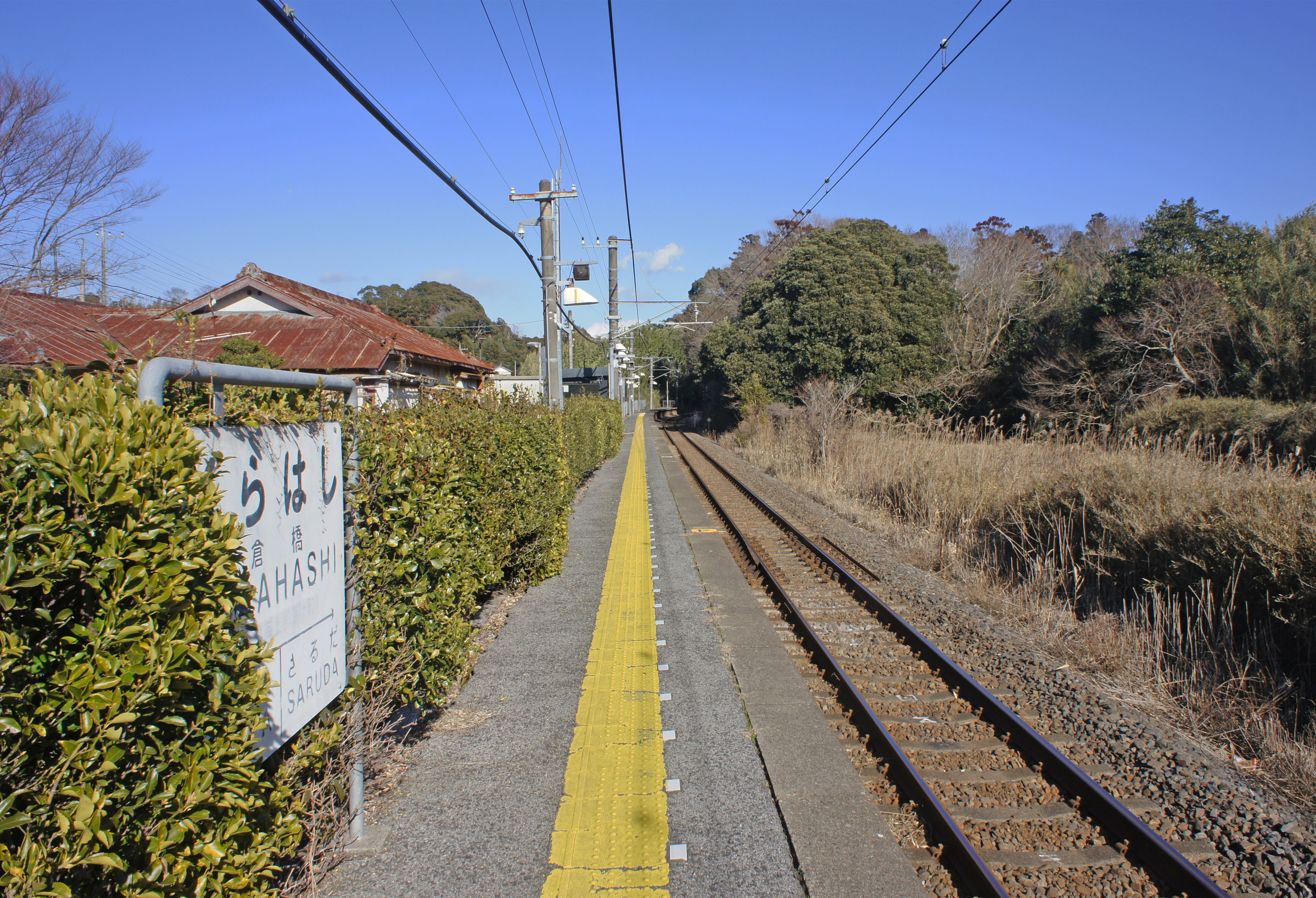
月台(2022年2月)

## 歷史
- 1960年（昭和35年）6月1日：日本國有鐵道車站啟用[1]。為旅客車站。
- 1987年（昭和62年）4月1日：伴隨國鐵分割民營化，車站由東日本旅客鐵道（JR東日本）營運[2]。
- 2008年（平成20年）12月：翻新車站大樓[1]。
- 2009年（平成21年）3月14日：此站開始使用IC卡「Suica」[3]。成為東京近郊區間範圍內[3]。

## 車站構造
此站是地面車站，設有1面1線的單式月台。月台可容納8卡車廂但沒有提升高度。此站是由銚子站管理的無人車站。站內設有乘車站證明票發行機和簡易Suica閘機，站前則設有廁所（濕廁，設有多功能廁所）和自動販賣機。

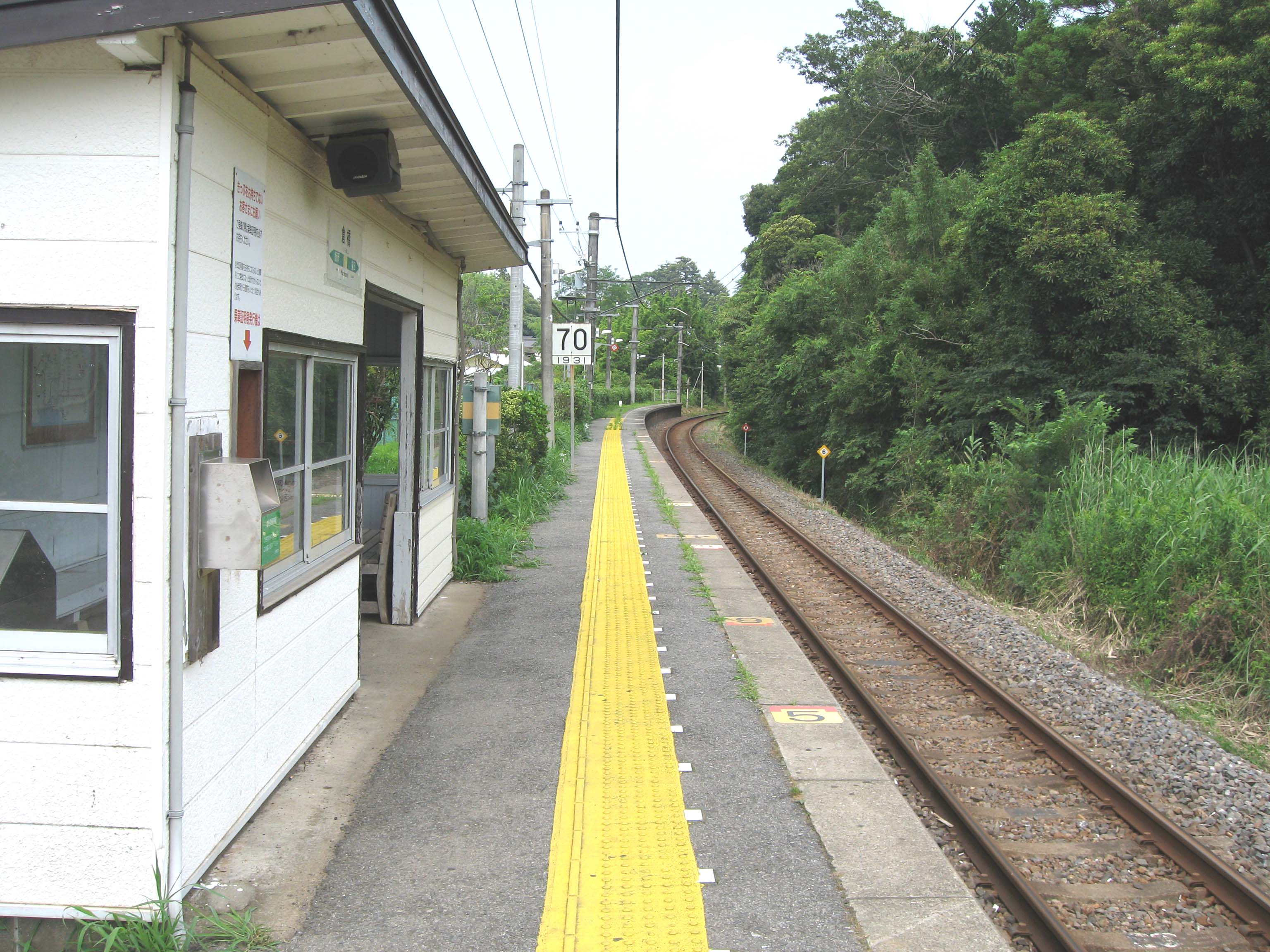
舊站房和月台（2007年7月）

## 使用狀況
在2006年（平成18年）度1日平均乘車人次為61人，以下為乘車人次變化列表：
| 乘車人次變化       | 乘車人次變化     | 乘車人次變化 |
| 年度               | 1日平均 乘車人次 | 參考資料     |
| ------------------ | ---------------- | ------------ |
| 1990年（平成02年） | 75               | [ * 1 ]      |
| 1991年（平成03年） | 66               | [ * 2 ]      |
| 1992年（平成04年） | 60               | [ * 3 ]      |
| 1993年（平成05年） | 62               | [ * 4 ]      |
| 1994年（平成06年） | 63               | [ * 5 ]      |
| 1995年（平成07年） | 66               | [ * 6 ]      |
| 1996年（平成08年） | 69               | [ * 7 ]      |
| 1997年（平成09年） | 73               | [ * 8 ]      |
| 1998年（平成10年） | 73               | [ * 9 ]      |
| 1999年（平成11年） | 67               | [ * 10 ]     |
| 2000年（平成12年） | 69               | [ * 11 ]     |
| 2001年（平成13年） | 67               | [ * 12 ]     |
| 2002年（平成14年） | 68               | [ * 13 ]     |
| 2003年（平成15年） | 68               | [ * 14 ]     |
| 2004年（平成16年） | 68               | [ * 15 ]     |
| 2005年（平成17年） | 63               | [ * 16 ]     |
| 2006年（平成18年） | 61               | [ * 17 ]     |

## 車站周邊
站前設有千葉縣道71號銚子旭線。曾經此站鄰近農業博物館總武花遊園。
- 旭市立鶴卷小學
- 鶴卷保育園
- 天神社
- Union高爾夫旭
- 熱田牧場海上分場

## 相鄰車站
東日本旅客鐵道（JR東日本）
■總武本線
飯岡－倉橋－猿田

## 注腳

### 使用狀況
1. ↑  千葉縣統計年鑑 （页面存档备份，存于）（日語） - 千葉縣
2. ↑  統計あさひ （页面存档备份，存于）（日語） - 旭市

千葉縣統計年鑑
1. ↑  千葉縣統計年鑑（平成3年） （页面存档备份，存于）（日語）
2. ↑  千葉縣統計年鑑（平成4年） （页面存档备份，存于）（日語）
3. ↑  千葉縣統計年鑑（平成5年） （页面存档备份，存于）（日語）
4. ↑  千葉縣統計年鑑（平成6年） （页面存档备份，存于）（日語）
5. ↑  千葉縣統計年鑑（平成7年） （页面存档备份，存于）（日語）
6. ↑  千葉縣統計年鑑（平成8年） （页面存档备份，存于）（日語）
7. ↑  千葉縣統計年鑑（平成9年） （页面存档备份，存于）（日語）
8. ↑  千葉縣統計年鑑（平成10年） （页面存档备份，存于）（日語）
9. ↑  千葉縣統計年鑑（平成11年） （页面存档备份，存于）（日語）
10. ↑  千葉縣統計年鑑（平成12年） （页面存档备份，存于）（日語）
11. ↑  千葉縣統計年鑑（平成13年） （页面存档备份，存于）（日語）
12. ↑  千葉縣統計年鑑（平成14年） （页面存档备份，存于）（日語）
13. ↑  千葉縣統計年鑑（平成15年） （页面存档备份，存于）（日語）
14. ↑  千葉縣統計年鑑（平成16年） （页面存档备份，存于）（日語）
15. ↑  千葉縣統計年鑑（平成17年） （页面存档备份，存于）（日語）
16. ↑  千葉縣統計年鑑（平成18年） （页面存档备份，存于）（日語）
17. ↑  千葉縣統計年鑑（平成19年） （页面存档备份，存于）（日語）

## 外部連結
- 車站資訊（倉橋）：東日本旅客鐵道（日語）